# Tycherus septentrionalis
Tycherus septentrionalis är en stekelart som först beskrevs av Holmgren 1890.  Tycherus septentrionalis ingår i släktet Tycherus och familjen brokparasitsteklar. Arten är reproducerande i Sverige. Inga underarter finns listade i Catalogue of Life.